# Членство Сполученого Королівства в Європейській економічній зоні
Сполучене Королівство (Велика Британія) було членом Європейського економічного простору (ЄЕЗ) з 1 січня 1994 року по 31 грудня 2020 року, після набрання чинності Угодою про ЄЕЗ 1992 року (скоригованої протоколом 1993 року). Членство в ЄЕЗ є наслідком членства в Європейському Союзі (ЄУ). Велика Британія перестала бути Договірною стороною Угоди про ЄЕЗ після виходу з ЄУ 31 січня 2020 року, оскільки вона була членом ЄЕЗ в силу свого членства в ЄУ, але зберегла права ЄЕЗ під час перехідного періоду Брекзиту на основі Стаття 126 угоди про вихід з ЄУ та Великої Британії.  Під час перехідного періоду, який закінчився 31 грудня 2020 р.,  Велика Британія та ЄУ вели переговори щодо своїх майбутніх відносин.
Члени ЄАВТ, що входять до складу ЄЕЗ та Великої Британії, підписали Угоду про розділення 28 січня 2020 року. Угода про відокремлення відображає відповідні частини Угоди про вихід з ЄУ та Великої Британії. 
Після завершення виходу з ЄУ Велика Британія могла б прагнути продовжувати бути членом ЄЕЗ за допомогою механізмів, доступних членам Європейської асоціації вільної торгівлі (ЄАВТ). Тереза Мей, тодішній прем'єр-міністр Великої Британії, заявила в 2017 році, що британський уряд не буде прагнути до постійного членства в Єдиному європейському ринку. 

## Поточний стан
Велика Британія була членом Європейського економічного простору як член Європейського Союзу. Було порушено запитання щодо того, чи держава, яка виходить з ЄУ, автоматично виходить із ЄЕЗ, чи таке виведення вимагає повідомлення відповідно до статті 127 Угоди про ЄЕЗ  - і, якщо суди так вирішать, чи подається таке повідомлення Велика Британія вимагала б закону Парламенту. 
ЄЕА все ще подавала заявку до Великої Британії протягом перехідного періоду Brexit на підставі статті 126 угоди про вихід з ЄУ та Великої Британії. 

## Членство в ЄАВТ
Якби Велика Британія приєдналася до ЄЕЗ як член ЄАВТ, вона підписала б діюче законодавство про внутрішній ринок ЄУ, яке є частиною Угоди про ЄЕЗ. Зміни на внутрішньому ринку будуть включені до Угоди про ЄЕЗ за умови згоди Великої Британії у Спільному комітеті ЄЕЗ ; потрапивши до Угоди про ЄЕЗ, Велика Британія повинна була б включити їх до законодавства Великої Британії. ЄУ також повинен заздалегідь провести широкі консультації з членами ЄАВТ-ЄАВТ за допомогою своїх численних комітетів та кооперативних органів.   Деякі закони ЄУ походять від різних міжнародних органів, в яких мають місце країни, що не входять до ЄЕЗ.
Угода про ЄЕЗ (члени ЄУ та ЄАВТ, крім Швейцарії) не охоплює Спільну сільськогосподарську та рибну політику, Митний союз ЄУ, Спільну торгову політику, Спільну зовнішню політику та політику безпеки, пряме та непряме оподаткування, а також поліцейську та судову співпрацю в Кримінальні справи, що залишає членам ЄАВТ вільну можливість самостійно визначати свою політику в цих сферах;  однак країни ЄЕЗ повинні внести внески до бюджету ЄУ в обмін на доступ до внутрішнього ринку.  
У дослідницькому документі 2013 року, представленому парламенту Великої Британії, було запропоновано низку альтернатив членству в ЄУ, які надалі дозволять йому доступ до внутрішнього ринку ЄУ, включаючи продовження членства в ЄЕЗ як члена ЄАВТ, або швейцарську модель ряду двосторонніх договорів, що охоплюють положення єдиного ринку. 

## Перегляди ЄАВТ
Велика Британія була співзасновником ЄАВТ у 1960 році, але перестала бути членом у 1973 році після вступу до ЄУ, яка стала ЄУ.
На першій зустрічі після голосування за Brexit ЄАВТ відреагувала, заявивши, що вона відкрита для перспективи вступу Великої Британії до асоціації, але у Великої Британії є багато питань для вирішення. Президент Швейцарії Йоганн Шнайдер-Амманн заявив, що повернення Великої Британії зміцнить асоціацію.  Однак у серпні 2016 року уряд Норвегії висловив застереження. Міністр європейських справ Норвегії Елізабет Вік Аспакер сказала газеті Aftenposten : " Непевно, що було б непогано впустити велику країну в цю організацію. Це змістило б рівновагу, що не обов'язково відповідає інтересам Норвегії ". 

## Членство Шотландії в ЄАВТ
З огляду на голосування Шотландії на референдумі 2016 року за залишення в ЄУ, протиставлене голосуванню Великої Британії в цілому, уряд Шотландії розглянув методи збереження доступу до ЄЕЗ або членства в ЄЕЗ.  Однак інші держави ЄАВТ заявили, що лише суверенні держави мають право на членство, тому Шотландія може приєднатися лише в тому випадку, якщо вона стане незалежною від Великої Британії. 

## Погляд уряду Великої Британії
У січні 2017 року Тереза Мей оголосила план переговорів із 12 пунктів і підтвердила, що британський уряд не буде домагатися постійного постійного членства в Єдиному європейському ринку  залишаючи відкритим варіант збереження членства в ЄЕЗ на перехід на один рік. період після дня виходу з ЄУ (спочатку 29 березня 2019 р., перенесений на 12 квітня, а потім на 31 жовтня, перш ніж нарешті відбудеться 31 січня 2020 р.).

## Роль Європейського суду
Відповідно до Угоди про ЄЕЗ, Велика Британія не обов'язково підпорядковуватиметься рішенням Європейського Суду, але, можливо, також Суд ЄАВТ, який вирішує суперечки відповідно до Угоди про ЄЕЗ стосовно держав-членів ЄАВТ.  Суд також вирішує суперечки між особами ЄЕЗ та Наглядовим органом ЄАВТ.

## Угода про відокремлення
Угода про розділення - це Угода про домовленості між Ісландією, Князівством Ліхтенштейн, Королівством Норвегія та Сполученим Королівством Великої Британії та Північної Ірландії після виходу Великої Британії з Європейського Союзу, Угодою про ЄЕЗ та іншими угодами, що застосовуються між Сполучене Королівство та держави - члени ЄАВТ ЄАВТ в силу членства Великої Британії в Європейському Союзі. 
Він визначає взаємозв'язок між Великою Британією та ЄАВТ протягом перехідного періоду.